# Park Leśnicki
Park Leśnicki – dawny park przypałacowy położony w zachodniej części Wrocławia, w obrębie osiedla Leśnica. Park jest najbardziej na południe wysuniętą częścią większego kompleksu zieleni, którego północną część stanowi Las Mokrzański. Park ma powierzchnię 21 ha. Park ten leży w korytarzu ekologicznym, którego oś tworzy rzeka Bystrzyca. Pieczę nad Parkiem Leśnickim sprawuje Zarząd Zieleni Miejskiej, podległy Departamentowi Architektury i Rozwoju Urzędu Miejskiego Wrocławia. Obecna nazwa parku obowiązuje na podstawie § 1 pkt 14 uchwały nr LXXI/454/93 Rady Miejskiej Wrocławia z dnia 9 października 1993 roku w sprawie nazw parków i terenów leśnych istniejących we Wrocławiu. Park wraz z zespołem pałacowym wpisany jest w rejestrze zabytków nieruchomych pod nr ZU/4 z 29.01.1958 oraz A/5293/193 z 15.02.1962.
Park położony jest pomiędzy ulicami:
- Średzką – na południe od parku
- Marszowicką – na zachód od parku.

Wschodnią granicę parku wyznacza rzeka Bystrzyca. Na północ od parku położone są obszary Lasu Mokrzańskiego stanowiące tereny wodonośne. Znajduje się tu wieża ciśnień, wzniesiona na początku XX wieku.
Do podstawowych atrakcji parku należą m.in. takie obiekty jak: stawy, okazy dendrologiczne, labirynt grabowy, naturalne stanowiska zawilców, plac zabaw dla dzieci. W pobliżu parku przepływa rzeka Bystrzyca. Istniejąca kładka umożliwia przejście do osiedla Stabłowice. W parku znajduje się również kilka pomników przyrody, są to okazy: platana klonolistnego i dębu szypułkowego.
Jednak do największych atrakcji tego miejsca należy renesansowy zamek położony w południowej części parku, w którym znajduje się m.in. Centrum Kultury „Zamek”.
W wieku XIX park został ukształtowany przez J.P. Lenne. W okresie powojennym park podupadł, a zniszczenia wojenne nie zostały usunięte. Dopiero pod koniec XX wieku, pod kierunkiem Haliny Krajewskiej park został odrestaurowany w sposób nawiązujący do koncepcji J.P. Lenne.